# Lodowiec gruzowy w rejonie Łabskiego Szczytu
Lodowiec gruzowy w rejonie Łabskiego Szczytu – reliktowa forma peryglacjalna pochodząca z okresu plejstocenu, znajdująca się na wschód od sięgającego na wysokość 1472 m n.p.m. Łabskiego Szczytu w Karkonoszach, przy zachodniej krawędzi Małego Kotła Śnieżnego. Forma ta rozciąga się od około 1300 do 1450 m n.p.m., jej długość dochodzi do 400, a szerokość do 200 m.
Lodowiec gruzowy (zwany również skalnym) jest formą rzeźby terenu zbudowaną z materiału gruzowego, układającego się w kształt jęzora. Materiał, z którego on powstał, pochodzi ze słabo zarysowanego skalnego wierzchołka, zbudowanego z równoziarnistego granitu karkonoskiego. Wychodnie skalne występujące w obrębie tej kulminacji podlegały rozpadowi blokowemu w suchym i mroźnym klimacie peryglacjalnym w wyniku wietrzenia mechanicznego. W pustych przestrzeniach między blokami budującymi rumowisko skalne tworzył się lód gruntowy, który cementował pokrywę wietrzeniową. Obecność tego lodu powodowała, że materiał skalny ulegał powolnemu przemieszczeniu grawitacyjnemu. W rezultacie tego na stoku uformował się lodowiec gruzowy, z charakterystyczną morfologią licznych stopni, poprzecznych łukowatych wałów i obniżeń. Po zmianie warunków środowiskowych w holocenie i wytopieniu lodu cementacyjnego forma lodowca gruzowego uległa fosylizacji (zamarła) i została częściowo skolonizowana przez roślinność subalpejską (porosła kosodrzewiną). W terenie jest ona trudno rozpoznawalna, czytelna jest ona natomiast na zdjęciach lotniczych (np. ortofotomapa). W dolnej części omawianej formy przechodzi zielony szklak turystyczny tzw. Ścieżka nad Reglami.